# Metopoceras gauckleri
Metopoceras gauckleri är en fjärilsart som beskrevs av Rudolf Püngeler 1904. Metopoceras gauckleri ingår i släktet Metopoceras och familjen nattflyn. Inga underarter finns listade i Catalogue of Life.